# (1813) Imhotep
(1813) Imhotep es un asteroide que forma parte del cinturón de asteroides y fue descubierto por Ingrid van Houten-Groeneveld, Cornelis Johannes van Houten y Tom Gehrels el 17 de octubre de 1960 desde el observatorio del Monte Palomar, Estados Unidos.

## Designación y nombre
Imhotep se designó inicialmente como 7589 P-L.
Más adelante fue nombrado por Imhotep, un arquitecto del Antiguo Egipto.

## Características orbitales
Imhotep orbita a una distancia media de 2,684 ua del Sol, pudiendo acercarse hasta 2,468 ua y alejarse hasta 2,9 ua. Tiene una excentricidad de 0,08039 y una inclinación orbital de 8,085°. Emplea en completar una órbita alrededor del Sol 1606 días.